# Пушкарьово 2-е
Пушкарьо́во 2-е (рос. Пушкарёво 2-е) — село у складі Слободо-Туринського району Свердловської області. Входить до складу Сладковського сільського поселення.
Населення — 106 осіб (2010, 137 у 2002).
Національний склад населення станом на 2002 рік: росіяни — 94 %.